# Довер (Охајо)
Довер (енгл. Dover) град је у америчкој савезној држави Охајо.

## Демографија
По попису из 2010. године број становника је 12.826, што је 616 (5,0%) становника више него 2000. године.
| Група             | 2000.          | 2010.          |
| Белци             | 11.814 (96,8%) | 11.891 (92,7%) |
| Афроамериканци    | 155 (1,3%)     | 138 (1,1%)     |
| Азијати           | 62 (0,5%)      | 68 (0,5%)      |
| Хиспаноамериканци | 73 (0,6%)      | 531 (4,1%)     |
| Укупно            | 12.210         | 12.826         |